# Escudo de Canadá
El escudo de Canadá posee cinco divisiones: 
- En la primera, figuran tres leones leopardados, denominación que recibe el león pasante, apoyados sobre tres patas, que tienen sus cabezas de frente, de color amarillo sobre fondo rojo que es el símbolo de Inglaterra.
- En la segunda, aparece colocado un león rampante de color rojo, erguido y apoyado sobre una de sus patas y situado dentro de un trechor del mismo color (una cinta estrecha, doble y decorada con flores) que son los elementos del escudo de Escocia.
- En la tercera, se muestra un arpa amarilla con cuerdas blancas sobre fondo azul, símbolo de Irlanda.
- En la cuarta, tres flores de lis amarillas sobre fondo azul, símbolo del antiguo Reino de Francia.
- En la división inferior, de plata, aparece representada una rama de arce con tres hojas, de color rojo, símbolo propio de Canadá. Una hoja de arce figura en su bandera.

Rodeando el blasón aparece la insignia de la Orden de Canadá con su propio lema: «Desiderantes Meliorem Patriam»  (en latín: «Ellos desean una patria mejor»). El diseño de la insignia de esta orden está basado y es muy similar al de la Jarretera que aparece en el escudo del Reino Unido que es el de sus monarcas. Este elemento fue incorporado en 1994, a petición del primer ministro canadiense Jean Chrétien.
El escudo propiamente dicho y la insignia de la Orden de Canadá aparecen flanqueados por dos figuras (soportes en terminología herádica): Un león rampante de oro y un unicornio blanco, colletado (con una corona abierta en el cuello a modo de collar) y encadenado. Estas figuras son los mismos tenantes que aparecen en el escudo de armas británico. Los tenantes canadienses se diferencian de los británicos en que el león aparece sosteniendo la bandera británica; y el unicornio, el estandarte de los antiguos monarcas franceses, con las flores de lis. Estas banderas son en alusión, como los cuarteles del escudo propiamente dicho, al origen de los colonos que fundaron el país.
Ese escudo aparece timbrado con un yelmo adornado con burelete y un lambrequín, estos dos últimos elementos representados con los colores rojo y blanco, colores nacionales de Canadá. Sobre el burelete, un adorno del yelmo que representa un tejido con los colores principales del escudo, se sitúa la cimera del monarca británico, un león leopardado y coronado de color amarillo, pero sosteniendo una hoja de arce, símbolo nacional de Canadá.
Sobre la figura de la cimera está representada  la corona real británica, la Corona de San Eduardo ya que el monarca británico también lo es de Canadá.
En la parte inferior aparece la cinta con el lema nacional «A Mari Usque Ad Mare» (en latín: «De mar a mar») y unas figuras con forma de rosa, de flor de la planta del cardo,  de lirio y una hoja de trébol que son los símbolos vegetales de Inglaterra, Escocia, el antiguo Reino de Francia e Irlanda.
Con algunas pequeñas modificaciones, como la mencionada de 1994, estos son los elementos del escudo de Canadá desde el 21 de noviembre de 1921. Anteriormente, desde 1904, estaba formado por los blasones de las siete provincias existentes cuando se adoptó el escudo.

## Blasonamiento
Escudo partido y cuartelado: en el primero de gules, tres leones leopardados de oro, armados y linguados de azur, en el segundo, de oro, un león rampante de gules, linguado, y armado de azur, encerrado en un trechor de gules, en el tercero, de azur, un arpa de oro cordada de plata, en el cuarto, de azur, tres flores de lis de oro colocadas dos y una; en el quinto, de plata, una rama de arce de gules, hojada de tres hojas de lo mismo, nervadas de oro.

El todo, rodeado por la Orden de Canadá. Por soportes, en la diestra, un león rampante, de oro, armado y linguado de gules, portando la bandera británica de la Unión, en la siniestra un unicornio rampante de plata, linguado de gules, armado y crinado de oro, colletado y encadenado de lo mismo, portando una bandera de azur, cargada de tres flores de lis de oro colocadas dos y una que fueron las armas del rey de Francia.

Al timbre celada de oro forrada de sinople, puesta de frente, adornada de lambrequines de plata y de gules, con forma de hoja de arce y sumada de un burelete de lo mismo; el burelete sumado de un león leopardado de oro, armado y linguado de gules, coronado de la Corona de San Eduardo, portando una hoja de arce de gules nervada de oro que es la cimera que el monarca británico usa en Canadá; la cimera surmontada de la Corona de San Eduardo.
 
Al pie, dos tréboles de sinople, acompañados de dos flores de liro, de plata, hojadas de sínople, dos flores de cardo de azur y sinople, hojadas de lo mismo, dos rosas de plata y de gules, hojadas de sinople. Por divisa “Ad mari usque ad mare”, de oro, en una cinta de azur, los bordes de oro.

## Escudos históricos

Blasón propuesto para la provincia francesa de Canadá en 1663.
Escudo de armas de Canadá como se ve en la insignia roja de 1868
Escudo de armas de Canadá como se ve en la insignia roja de 1870
Escudo de armas de Canadá como se ve en la insignia roja de 1873
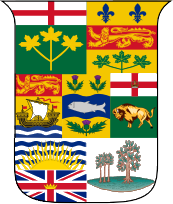
Escudo de armas de Canadá como se ve en la insignia roja de 1896
Escudo de armas de Canadá como se ve en la insignia roja de 1907
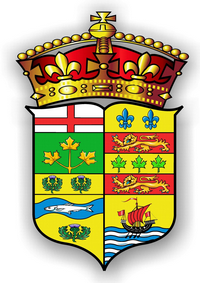
Escudo de armas del Dominio del Canadá (1905 - 1921)
Escudo de armas de Canadá (1921 - 1957)
Escudo de armas del Canadá (1957 - 1994)
Escudo de armas del Canadá (1994 - Presente)

## Simbolismo
| Elemento | Descripción | Imagen |
| -------- | --- | ------ |
| Corona   | El escudo de armas está surmontado por una interpretación de la corona de San Eduardo, que se ha utilizado en las coronaciones de los monarcas de Canadá. Este elemento representa el estatus de Canadá como una monarquía constitucional encabezada por un rey o una reina soberanos. Este estilo de la corona era el preferido por la reina Isabel II. Fue modernizado en 1957, a partir del diseño de 1921, que utilizó la corona Tudor. |        |
| Cimera   | La cimera está basada en la cimera real del Reino Unido, pero diferenciada por la adición de una hoja de arce. Simboliza la soberanía de Canadá. Aparece en la bandera del gobernador general, que es el representante del rey o de la reina del Canadá. La cimera se compone de un león leopardado de oro, armado y linguado de gules, sobre un burelete de gules y plata y la celebración de una hoja de arce en su pata derecha. |        |
| Yelmo    | Las armas muestran un casco real, que es un yelmo de oro en relieve con un diseño de la hoja de arce buscando hacia el exterior, con lambrequines de plata y gules, estilizado en la versión oficial para mirar como las hojas de arce. |        |
| Escudo   | El escudo está dividido en cinco secciones. En la primera, figuran tres leones leopardados, denominación que recibe el león pasante, apoyados sobre tres patas, que tienen sus cabezas de frente, de oro sobre campo de gules; que es el símbolo de Inglaterra. En la segunda, aparece colocado un león rampante de gules, erguido y apoyado sobre una de sus patas y situado dentro de un trechor del mismo color (una cinta estrecha, doble y decorada con flores) que son los elementos del escudo de Escocia. En la tercera, se muestra un arpa de oro con cuerdas blancas sobre campo de azur, símbolo de Irlanda. En la cuarta, tres flores de lis de oro sobre campo de azur, símbolo del antiguo Reino de Francia. En la división inferior, de plata, aparece representada una rama de arce con tres hojas, de gules nervadas de oro, símbolo propio de Canadá. Una hoja de arce figura en su bandera. |        |
| Cinta    | Rodeando el blasón aparece la insignia de la Orden de Canadá con su propio lema: «Desiderantes Meliorem Patriam» (en latín: «Ellos desean una patria mejor»). El diseño de la insignia de esta orden está basado y es muy similar al de la Jarretera que aparece en el escudo del Reino Unido que es el de sus monarcas. Este elemento fue incorporado en 1994, a petición del primer ministro canadiense Jean Chrétien. |        |
| Lema     | El lema de Canadá es en latín A Mari Usque Ad Mare (en español: De mar a mar), una parte del Salmo 72:8. Esta frase fue sugerida por Joseph Pope, el entonces subsecretario de Estado, cuando las armas fueron rediseñadas en 1921. El lema fue utilizado originalmente en 1906 sobre la cabeza del mazo de la Asamblea Legislativa de Saskatchewan. En marzo de 2006, los primeros ministros de los tres territorios de Canadá pidieron la modificación del lema para reflejar mejor la vasta naturaleza geográfica del territorio de Canadá, que tiene costas en los océanos Ártico, Atlántico y Pacífico. Dos sugerencias para un nuevo lema son A mari ad mare ad mare (De mar a mar a mar) y A mari usque ad maria (Desde el mar a los otros mares). |        |
| Soportes | El escudo propiamente dicho y la insignia de la Orden de Canadá aparecen flanqueados por dos figuras: a la diestra un león rampante de oro, armado y linguado de gules, y a la siniestra un unicornio rampante de plata, linguado de gules, armado y crinado de oro, colletado y encadenado. Estas figuras son los mismos soportes que aparecen en el escudo de armas británico. Los soportes canadienses se diferencian de los británicos en que el león aparece sosteniendo la bandera británica y el unicornio el estandarte de los antiguos monarcas franceses, con las flores de lis. Todo esto, en alusión, como los cuarteles del escudo propiamente dicho, al origen de los colonos que fundaron el país; además el león no aparece coronado y está de perfil. |        |
| Pedestal | Otros elementos en el escudo incluyen dos rosas de plata y de gules, hojadas de sinople (rosas Tudor); dos flores de cardo de azur y sinople, hojadas del mismo color; dos flores de lirio, de plata, hojadas de sinople; y dos tréboles de sinople. Todos estos son los símbolos vegetales de Inglaterra, Escocia, el antiguo reino de Francia e Irlanda, respectivamente. |        |